# レイナード・99I
レイナード・99I (Reynard 99I) は、レイナードが設計・製造したオープンホイールレーシングカーである。1999年のCARTシーズンで使用され、開幕戦マイアミでの優勝を含む20戦中18戦優勝を記録し、ファン・パブロ・モントーヤのドライビングによって、ドライバーズタイトルおよびコンストラクターズタイトルを獲得した。